# Gmina związkowa Simmern/Hunsrück
Gmina związkowa Simmern/Hunsrück (niem. Verbandsgemeinde Simmern/Hunsrück) − dawna gmina związkowa w Niemczech, w kraju związkowym Nadrenia-Palatynat, w powiecie Rhein-Hunsrück. Siedziba gminy związkowej znajdowała się w mieście Simmern/Hunsrück. 1 stycznia 2020 gmina związkowa połączona została z gminą związkową Rheinböllen tworząc nową gminę związkową Simmern-Rheinböllen.    

## Podział administracyjny
Gmina związkowa zrzeszała 32 gminy, w tym jedną gminę miejską (Stadt) oraz 31 gmin wiejskich (Gemeinde):
1. Altweidelbach
2. Belgweiler
3. Bergenhausen
4. Biebern
5. Bubach
6. Budenbach
7. Fronhofen
8. Holzbach
9. Horn
10. Keidelheim
11. Klosterkumbd
12. Külz (Hunsrück)
13. Kümbdchen
14. Laubach
15. Mengerschied
16. Mutterschied
17. Nannhausen
18. Neuerkirch
19. Niederkumbd
20. Ohlweiler
21. Oppertshausen
22. Pleizenhausen
23. Ravengiersburg
24. Rayerschied
25. Reich
26. Riegenroth
27. Sargenroth
28. Schönborn
29. Simmern/Hunsrück, miasto
30. Tiefenbach
31. Wahlbach
32. Wüschheim